# Władysław Skłodowski
Władysław Skłodowski (Kielce, 20 aprile 1832 – Varsavia, 14 maggio 1902) è stato uno scienziato, educatore e traduttore polacco.
Skłodowski era figlio del pedagogo e bibliotecario Jozef Skłodowski (19 marzo 1804 - 21 agosto 1882).
Si diplomò al ginnasio di Siedlce con la medaglia d'oro, successivamente nel 1852 conseguì il diploma di candidato delle scienze alla facoltà fisico-matematica dell'Università statale di San Pietroburgo. Fu insegnante nelle scuole di Varsavia. Nel 1867 fu promosso vicedirettore (podinspektor) del ginnasio russo di Via Novolipki a Varsavia, rimanendo in carica fino al 1873. Nel 1887 divenne insegnante emerito e l'anno successivo fu nominato direttore della casa di correzione di Studzieńice, fino al 1890.
Skłodowski pubblicò sul settimanale Wszechświat e sul quotidiano Dziennik Powszechny, e tradusse in polacco opere di Charles Dickens, Ivan Turgenev e Henry Wadsworth Longfellow. Fu autore di un libro di zoologia e di più di 30 voci di botanica nell'Enciclopedia  universale di Samuel Orgelbrand .
Sposò nel 1860 Bronisława Boguska (1834 - 9 maggio 1878) dalla quale ebbe 5 figli:
- Zofia (1862 - ? gennaio 1876)
- Jozef (1863 - 1937)
- Bronisława (18 marzo 1865 - 15 aprile 1939)
- Helena (20 aprile 1866 - 1961)
- Maria, la celebre scienziata Marie Curie, (7 novembre 1867 - 4 luglio 1934)

È sepolto al Cimitero Powązki di Varsavia.